# Phil Rollins
Philip Lee Rollins, detto Phil (Wickliffe, 19 gennaio 1934 – 8 febbraio 2021), è stato un cestista statunitense, professionista nella NBA. Era fratello di Kenny Rollins.

## Carriera
Venne selezionato dai Philadelphia Warriors al secondo giro del Draft NBA 1956 (15ª scelta assoluta).

## Palmarès
- Campione NIT (1956)